# Palästinafront
1915: Suezkanal
1916: Romani – Magdhaba
1917: Rafah – Gaza (1) – Gaza (2) – Patt an der Palästinafront – Beerscheba – Tel el Khuweilfeh – Gaza (3) – El Mughar – Jerusalem
1918: Jericho – Tell ’Asur – Jordan (1) – Jordan (2) – Abu Tellul – Megiddo
Die Palästinafront bzw. Sinaifront war ein Nebenkriegsschauplatz während des Ersten Weltkriegs. Von 1915 bis 1918 standen sich die Truppen des Britischen Empire und der Mittelmächte, die aus der osmanischen Armee, dem deutschen Asien-Korps und österreichisch-ungarischen Verbänden zusammengesetzt waren, in wechselvollen Kämpfen gegenüber.

## Hintergrund
Am 2. August 1914 hatten das Deutsche Reich und das Osmanische Reich einen Bündnisvertrag geschlossen. Von diesem Moment an forderten die Deutschen die Osmanen auf, sich aktiv auf deutscher Seite zu beteiligen und den Mächten der Triple Entente den Krieg zu erklären. Ein Mögliches Ziel der Türkei wäre es gewesen, eine neue Front gegen Russland zu eröffnen, um die russischen Kriegsanstrengungen gegen die Mittelmächte zu untergraben. Dies würde es der deutschen Armee ermöglichen, mehr Kräfte an die Westfront zu verlegen, um Großbritannien und Frankreich entgegenzutreten. Doch die Osmanen zögerten. Seit 1774 hatte das Osmanische Reich die meisten Kriege gegen Russland verloren und hatte unmittelbar nach den Kriegen gegen Italien und auf dem Balkan keine Aussicht auf einen Sieg gegen seinen gefährlichsten Nachbarn. Sollte das Osmanische Reich 1914 Russland angreifen und verlieren, so drohte ihr die sichere Zerschlagung. Ein anderer Einsatz wäre ein Angriff auf die britischen Stellungen in Ägypten. Wenn es den Osmanen gelänge, den Suezkanal zu erobern, würden sie die britische Kommunikation mit Indien unterbrechen und die Versorgung mit Männern und Material nicht nur aus Indien, sondern auch aus den Dominions Australien und Neuseeland unterbinden. Darüber hinaus versuchten die Deutschen den religiösen Enthusiasmus von muslimischen Kriegsteilnehmern auszunutzen, indem im Halbmondlager bei Zossen eine Holzmoschee für Zehntausende von muslimischen Kriegsgefangenen errichtet wurde und die deutsche Nachrichtenstelle für den Orient die Propagandazeitung „El Dschihad“ verteilte. Ein Angriff auf Ägypten, verbunden mit der Ausrufung des Dschihad, des heiligen Krieges des Islams, hätte einen Aufstand der unruhigen ägyptischen Bevölkerung provozieren sollen, der die britische Position in diesem Land unhaltbar machen würde. Für die Osmanen stand die Rückeroberung von verlorenem Territorium im Vordergrund, für die Briten die Sicherung des Suezkanals.

## Geschichte

### Sinaifront 1915/16

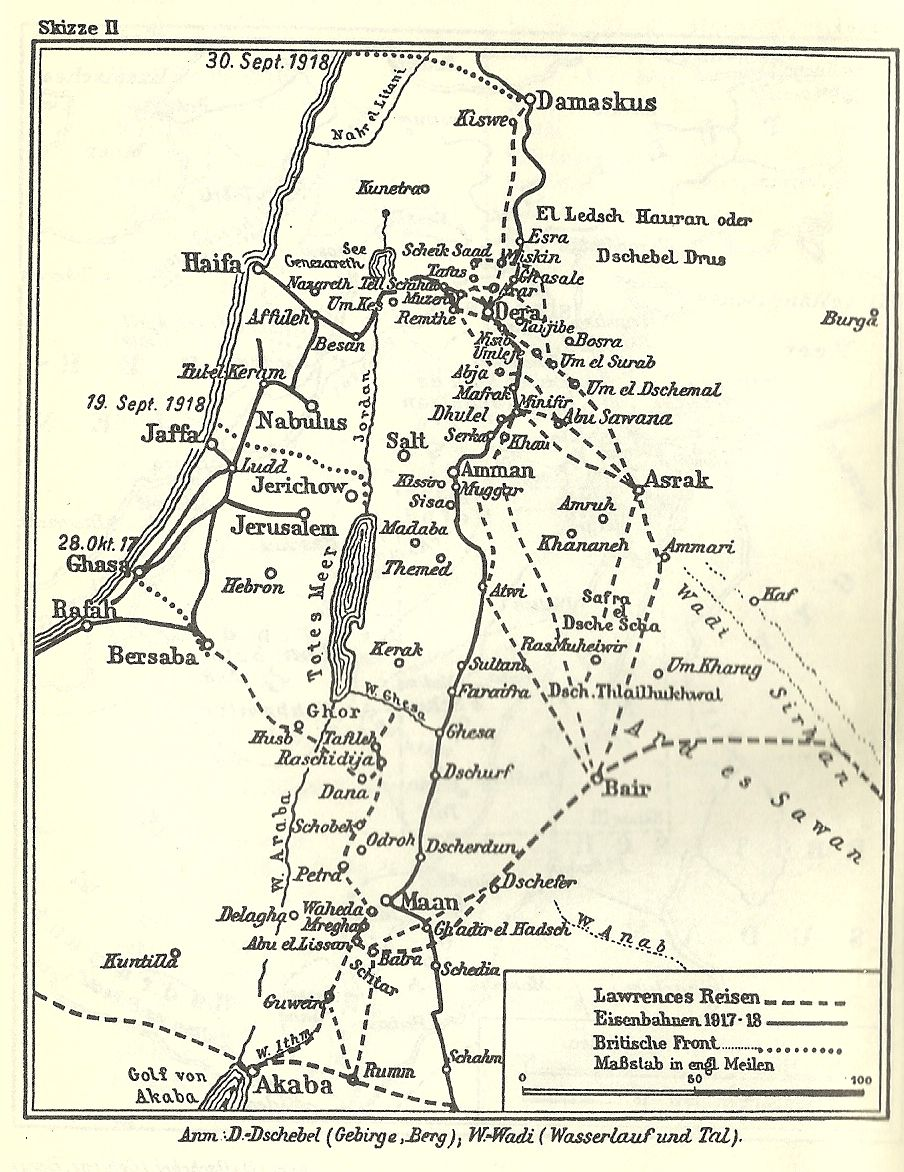
Palästina, während des Ersten Weltkriegs

Die Sinaifront wurde im Januar 1915 durch einen Vorstoß des Osmanischen Reiches zum Sueskanal eröffnet, der aber durch den britischen Oberbefehlshaber in Ägypten, General Sir John Grenfell Maxwell, erfolgreich abgewehrt werden konnte. Der logistisch aufwändige Nachschub verhinderte einen osmanischen Erfolg. Daher errichteten Kräfte der Mittelmächte 1915 die Militärbahn Masʿūdiyya–Sinai bis Birüssebi (heute Beʾer Scheva), die bis Frühsommer 1916 in den Sinai vorgetrieben werden konnte. Den ersten Sieg konnten die Osmanen am 23. April 1916 bei Katia erringen. Ein zweiter Vorstoß auf den Sueskanal im Juni 1916, der mit Unterstützung des deutschen Asien-Korps unter General Friedrich Kreß von Kressenstein geführt wurde, scheiterte jedoch erneut. Unmittelbar danach begannen die Briten unter ihrem neuen Oberbefehlshaber General Archibald Murray mit der schrittweisen Rückeroberung der Sinai-Halbinsel. Im August konnten die Briten die Schlacht von Romani für sich entscheiden konnten aber einen geordneten Rückzug der Osmanen nicht verhindern. Erst mit dem Sieg bei Magdhaba am 23. Dezember 1916 und Rafah am 9. Januar konnten die Osmanen von der Sinai-Halbinsel vertrieben werden.

### Arabische Revolte
Der Einmarsch der Briten in den Sinai im Sommer 1916 fiel mit dem Beginn der arabischen Revolte im Hijaz zusammen. In den ersten zwei Monaten hatte Hussein ibn Ali (Hedschas) die Osmanen in Mekka, Taif, Jeddah, Rabigh und Yanbu besiegt. Das Londoner Kriegs-Komitee erkannte die Möglichkeit, die arabische Revolte und den Sinai-Feldzug zu koordinieren, um die osmanische Position in Südsyrien und Palästina unhaltbar zu machen. Während der Chef des Imperial General Staff im Februar 1916 nur begrenzte Operationen bis nach Qatiya zur Verteidigung des Suezkanals genehmigt hatte, erhielt Murray im Juli 1916 Befehl den Sinai von al-Arish bis zum Hafen von Aqaba am Roten Meer zu besetzen, „da eine an diesen Orten aufgestellte Truppe die osmanischen Verbindungen zwischen Syrien und dem Hedschas direkt bedrohen und die syrischen Araber ermutigen würde“, sich gegen die Osmanen aufzulehnen.

### 1917
Vertrieben aus dem Sinai, errichteten die Osmanen eine Verteidigungslinie, die landeinwärts von Gaza an der Küste bis nach Beʾer Scheva verlief. Zwischen Januar und März 1917 wurden osmanische Verstärkungen an der 32 km langen Front eingesetzt um Palästina vor einem künftigen britischen Angriff zu schützen. Beflügelt durch seinen Erfolg bei Rafah begann Murray im Frühjahr seine Offensive, um die osmanischen Linien zu durchbrechen. Die Erste Schlacht um Gaza (26.–28. März 1917) wurde aufgrund schlechter Planung, mangelnder Kommunikation zwischen den Infanterie- und Kavallerieeinheiten, akutem Wassermangel und dem Widerstand der Osmanen zu einem Fehlschlag. Auch die Zweite Schlacht um Gaza (17.–19. April) war ein Misserfolg. Der Frontalangriff von General Dobell gegen die gut ausgebauten osmanischen Verteidigungsanlagen endete mit hohen Verlusten, keinerlei Geländegewinnen und der Ablösung von General Dobell durch General Chetwode.
Beide Seiten hatten in den zwei Schlachten schwere Verluste erlitten und waren daher nicht in Lage weitere Offensiven zu starten.  Dies führte zu einer Pattsituation die bis zum Oktober anhielt. Während dieser Zeit kam es auf beiden Seiten zu einer Umstrukturierung des Kommandos: Murray wurde durch General Edmund Allenby ersetzt und Erich von Falkenhayn übernahm die Führung der Heeresgruppe F, deren Kräfte im Irak und bei Aleppo neu gebildet wurden. Nach langen Auseinandersetzungen mit der osmanischen Führung wurde Falkenhayn am 30. September auch zum Oberbefehlshaber der osmanischen 7. und 8. Armee in Palästina ernannt.

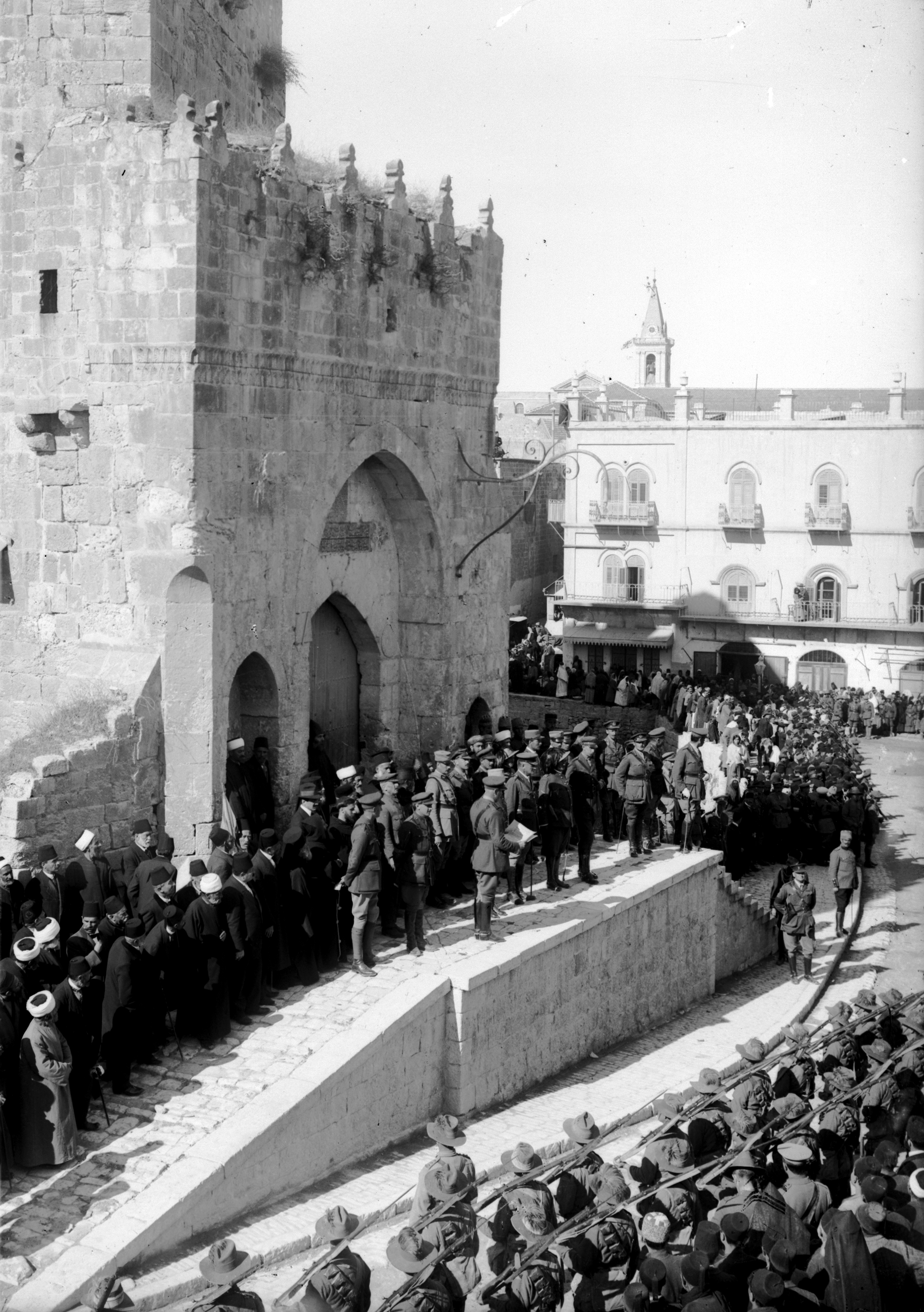
Britischer Einmarsch in Jerusalem am 11. Dezember 1917

Das ägyptische Expeditionskorps verfügte nun über eine klare Überlegenheit gegenüber den osmanischen Verteidigern um Gaza. Aufgeteilt in zwei Kavallerie- und ein Infanteriekorps hatten die Briten eine Stärke von 95.000 Soldaten. Weiterhin wurden sie zusätzlich durch Angriffe der aufständischen Araber hinter der Front gegen die osmanischen Nachschublinien unterstützt. Im Gegensatz dazu konnten die Osmanen nur eine Stärke von 34.000 bis 40.000 Mann aufbringen. Am 31. Oktober konnten die Briten die osmanischen Truppen in der Schlacht von Beerscheba bis nach Tel es Sheria und Tel el Khuweilfeh zurückzudrängen. Sowohl bei Tel es-Sheria als auch bei Tel el Khuweilfeh kam es erneut zu Kämpfen, die sich bis zum 6. November hinzogen. In der sich anschließenden Schlacht am 7. November konnte Allenby Gaza einnehmen. Besondere Bedeutung für die Eroberung von Beerscheba und Jerusalem waren die Daten, die der jüdische NILI Spionagering lieferte. Die Informationen trugen auch zur erfolgreichen britischen Offensive bei Beerscheba (Oktober 1917) bei, einer Schlüsseloperation, die den Weg für die spätere Eroberung Jerusalems öffnete. Detaillierte Karten und Berichte über die osmanischen Verteidigungsstellungen ermöglichten den Briten, gezielte Angriffe durchzuführen.
Nachdem sie ihre Stellungen in Gaza verloren hatten, bemühten sich die Osmanen, eine Verteidigungslinie zu bilden, um die Briten aufzuhalten, bevor sie Jerusalem erreichten. Die Anzac Mounted Division verfolgte die Osmanen entlang der Mittelmeerküste, während es den britischen Truppen am 14. November gelang, einen wichtigen Eisenbahnknotenpunkt südlich von Jerusalem einzunehmen. Am folgenden Tag besetzte die Anzac Mounted Division Ramla und Lidda und die Australian Mounted Division nahm Latrun ein; am 16. November besetzte die New Zealand Brigade den Hafen von Jaffa. Von Süden und Westen isoliert, konnte Jerusalem nicht verteidigt werden. Zwischen dem 19. und 21. November 1917 schwenkten die Briten erneut um und griffen östlich in Richtung Jerusalem an. Am 25. November führte von Kressenstein eine Gegenoffensive durch, die die Briten zurückdrängte und die taktische Situation an der Küste wiederherstellte. Dennoch wurde General von Kressenstein am 1. Dezember von Cemal Pascha ersetzt. In der folgenden Woche verlagern die Briten ihre Hauptanstrengungen auf die Einnahme Jerusalems. Die 7. osmanische Armee konnte den Vorstoss der Briten bis zum 8. Januar aufhalten. Danach zogen sich die Osmanen auf neue Verteidigungspositionen vier Kilometer östlich von Jerusalem zurück. Am 8. Dezember zog Allenby schließlich in die Stadt ein. Zwischen dem 13. und dem 17. Dezember setzten die Briten ihre Angriffe fort und erzielten kleine Erfolge entlang der Küste, wo sie auf die Geschütze der Royal Navy zurückgreifen konnten. Am 22. Dezember hatten sie Jaffa eingenommen und vier Tage später die Küste fünfzehn Kilometer nördlich von Jaffa erreicht.

### 1918
Nach den erfolgreichen Operationen nördlich von Jerusalem und Jaffa im letzten Jahr rückte Allenby im Februar in Richtung Jericho vor, um seine Ausgangsposition für seine spätere Transjordanien-Operation zu verbessern. Bereits am 21. Februar konnten die Briten die Stadt einnehmen. Am 1. März wurde Falkenhayn durch General Liman von Sanders ersetzt, der ein besseres Verhältnis zu den Osmanen hatte. Die Einnahme von Jericho beendete zwar die Gefahr eines osmanischen Angriffs auf Jerusalem von Osten her, bot aber keine sichere Basis, von der aus neue Operationen gegen die Hedschasbahn und darüber hinaus durchgeführt werden konnten. Allenbys Vorstoß an den Rand des Steilhangs über dem Jordangraben hatte zwar die rechte Flanke der Briten gesichert, doch war die Front nicht breit genug, um Operationen östlich des Jordans durchführen zu können. Bevor eine solche Operation durchgeführt werden konnte, musste er zunächst das Wadi el Auja überqueren und das Bergland von Benjamin am Nordufer des Flusses sichern. Außerdem mussten die Zufahrten zum Jordantal über die Straße Beisan-Jericho gesichert werden. Von dort sollten sie weiter nach Norden auf beiden Seiten der Straße von Jerusalem nach Nablus vorrücken, um den Feind daran zu hindern, die zum unteren Jordangraben führenden Wege und Straßen zu benutzen. Sobald dies geschehen wäre, müssten die Truppen, die die Osmanen vom westlichen auf das östliche Ufer des Jordans verlegen wollten, einen beträchtlichen Umweg nach Norden machen.

Ein weiterer Vorstoß nach Norden würde die Osmanen vom Judäischen Bergland und aus dem Tal vertreiben und die Entfernung zwischen ihnen und dem neuen Operationszentrum vergrößern. Dies würde Allenbys Kontrolle über den Zugang zum Jordan verbessern und ein britischer Vorstoß in Richtung Amman wäre für einen Flankenangriff wesentlich weniger anfällig. Ein erster Angriff auf Amman im März schlug zunächst fehl, was zum Rückzug der Briten in das Jordantal führte. Ein zweiter Angriff Anfang Mai endete ebenfalls mit einer Niederlage der Briten, worauf Allenby sich auf das Westufer des Jordans zurückzog. Während der Sommermonate kam es bis auf den Kämpfen beim Nahr el Audscha am 14. Juli zu keinen größeren Operation. Als die Deutschen im März mit ihrer Frühjahrsoffensive in Frankreich begannen, sah sich der Imperial General Staff gezwungen, Allenbys Armee für dringend benötigte Verstärkungen heranzuziehen. Allenby musste auf zwei Infanteriedivisionen, neun Kavallerieregimenter, vierundzwanzig britische Infanteriebataillone, fünf schwere Artilleriebatterien und fünf Maschinengewehrkompanien verzichten.
Im Gegenzug erhielt er mehrere Infanteriedivisionen der indischen Armee von der Mesopotamienfront sowie eine Reihe indischer Kavallerieregimenter und Infanteriebataillone. Damit verlor Allenby einen bedeutenden Teil seiner erfahrenen Streitkräfte und erhielt im Gegenzug weniger gut ausgebildete Truppen der indischen Armee. Nur bei den berittenen Kräften verbesserte sich Allenbys Lage: Er gewann eine Division hinzu und besaß nun vier berittene Divisionen. Insgesamt verfügte Allenby immer noch über eine Stärke von 67.000 Mann. Um dieser Stärke entgegenzutreten und die über neunzig Kilometer breite Front im August 1918 zu verteidigen, konnte von Sanders 40.598 Mann aufbringen.
Mit den Schlachten in der Scharonebene, um Nablus und bei Megiddo vom 19. bis 25. September schoben die Entente-Streitkräfte, aus dem Mutesarriflik Jerusalem kommend die Palästinafront ins osmanisch-libanesische Vilâyet Beirut und eroberten Dschenin, Nazareth, Haifa, Nablus und östlich des Jordans Amman. Die Streitkräfte der Mittelmächte sahen sich gezwungen, über Darʿā auf Damaskus zurückzugehen. Der Bahnknoten Darʿā von Haifa–Darʿa-Bahn und Hedschasbahn war ein wichtiges Logistikzentrum der Mittelmächte für den Nachschub an die Front.
Doch im Rahmen der antiosmanischen, von der Entente unterstützten Arabischen Revolte griffen arabische Kämpfer des Scherifen von Mekka zur gleichen Zeit die Verkehrswege um Darʿā an. Sie zerstörten mit Sprengsätzen die Gleise der wichtigen Hedschasbahn, um osmanische Truppen zu binden. Angeführt von T. E. Lawrence und unterstützt von Kampfflugzeugen der britischen Luftwaffe gelang es den Beduinen die Stadt zu isolieren. Auf Grund dieser Belagerung und Rückschlägen an der Ammanfront zogen die Mittelmächte aus Darʿā ab, gaben die Bahnlogistik dort auf, um sich zur Verteidigung von Damaskus neu zu sammeln. 
Die nachfolgende Kavallerie revoltierender Araber besetzte dann am 27. September Darʿa kampflos. Dort schlossen sie sich den Briten an und rückten sofort auf Damaskus vor. Am 30. September standen die Entente-Kräfte in den Außenbezirken von Damaskus, und einen Tag später war die Stadt in britischer Hand. In der Zwischenzeit sollten die ANZAC-Kavallerie und die indische Kavallerie die osmanische Rückzugslinie in Richtung Beirut im Westen und Homs im Norden durchschneiden. Die Osmanen zogen sich nach Norden in Richtung Rayak und weiter über Homs nach Aleppo zurück. Die Einnahme Aleppos am 26. Oktober stellte den Schlusspunkt der Kämpfe dar.

## Nachwirkungen
Die Hohe Pforte in Istanbul war im Angesicht einer drohenden Niederlage bereits am 8. Oktober zusammengebrochen. Die neue Regierung unter Ahmet Izzet Pascha informierte die britische Regierung in London darüber, dass das Osmanische Reich zum Abschluss eines Separatfriedens bereit war. Am 30. Oktober wurde der Waffenstillstand von Moudros unterzeichnet.
Die wichtigsten Bedingungen waren die Öffnung der Dardanellen und des Bosporus und die Besetzung ihrer Festungen durch die Entente-Kräfte, die sofortige Demobilisierung der osmanischen Armee mit Ausnahme der Truppen, die für die Überwachung der Grenzen und die Aufrechterhaltung der inneren Ordnung erforderlich waren, die Räumung Kilikiens, die Übergabe aller Kriegsschiffe in türkischen Gewässern, das Recht der Entente-Mächte, alle strategischen Punkte zu besetzen, die sie für notwendig hielten, die Evakuierung aller Deutschen und Österreich-Ungarn aus den osmanischen Gebieten und die Verpflichtung des Osmanischen Reichs, alle Beziehungen zu den Mittelmächten einzustellen.

### Verluste
Die Briten und ihre Dominions erlitten insgesamt etwa 550.000 Verluste. Bis zu 19.000 wurden getötet, 38.000 verwundet und 3.600 wurden vermisst. Die übrigen wurden als nicht kampfbedingte Verluste in Lazarette aufgenommen, von denen etwa 6.000 an Krankheiten starben. Die osmanischen Gesamtverluste beliefen sich auf 138.367 Opfer 15.364 Gefallene, 34.199 Verwundete, 10.069 Vermisste und 78.735 Kriegsgefangene.